# 栄光のル・マン
『栄光のル・マン』（Le Mans ）は、1971年に公開されたアメリカ映画。モータースポーツを素材にしたカーアクション映画である。

## ストーリー
フランスのル・マン郊外で開催される、モータースポーツの祭典ル・マン24時間レース。アメリカ人レーサーのディレイニーはガルフ・ポルシェチームの一員としてこの地へ戻ってきた。前年の大会ではフェラーリの1台と衝突してリタイアし、相手のドライバーが死亡するという悲劇を経験していた。そのドライバーの未亡人リサが姿をみせ、フェラーリチームの伊達男オーラックの傍に居ることにディレイニーは戸惑う。
ディレイニーはポルシェ20号車に乗ってスタートし、降りしきる雨の中、好敵手スターラーが乗るフェラーリ8号車と首位を争う。ドライバー交代中、食堂でリサに声をかけるディレイニー。ここへなぜ戻ってきたのか尋ねると、彼女は自分のためと答えた。
夜が明けた頃、大事故が発生する。フェラーリ7号車のオーラックがコース外へ飛び出し、マシンが爆発して重傷を負う。その事故に気を取られたディレイニーも周回遅れに絡んでクラッシュし、体は無事だったものの20号車は大破する。悪夢の再現に震えるリサを労わるディレイニー。リサに「そんなに大切なの?速く走ることが?」と問われると、ディレイニーは「世の中苦手なことばかり。運転が得意なものにとってレースは、人生なんだ」と答えた。
レースはポルシェとフェラーリが接戦のまま最終盤を迎え、ディレイニーは選手交代して21号車をドライブするようチーム監督から要請される。激しく競り合いながら、先行車2台に迫るディレイニーとスターラー。勝負は最終周回までもつれ込み、大観衆が見守る中、過酷な24時間レースの勝者が決まる瞬間を迎える。

## 概要
カーレースに並々ならぬ情熱を傾けていたスティーブ・マックイーンが、自ら率いるソーラー・プロダクションの総力をあげて作り上げた、本格カーレース映画の名作。
全編セミ・ドキュメンタリーのタッチで構成されており、本物の1970年ル・マン24時間レースの映像と、映画向けに撮影された映像とを巧みに編集したレースシーンを中心に、大イベントを迎えたサルト・サーキットの喧騒、走るレーサー達の緊張と孤独、トップチーム同士の駆け引きにいたるまで臨場感たっぷりに表現しており、実際のモータースポーツのファンにも強く支持された作品である。
一方で人間ドラマのけれん味をごく控えめにし、有名俳優も起用しなかったことなどが災いして世界的に見れば一般層にはアピールできず、商業的に大敗したマックイーンは自身のプロダクションを解散せざるをえなくなった。ただし、日本では大ヒットを記録し、多くの波及効果を後にもたらした。（後述）

## 登場人物
- スティーブ・マックイーン - マイケル・ディレイニー（ポルシェ20番車・ドライバー）
- エルガ・アンデルセン - リサ・ベルジェッティ（ドライバー未亡人）
- ジークフリート・ラウヒ - エリッヒ・スターラー（フェラーリ8番車・ドライバー）
- ロナルド・リー＝ハント - デビッド・タウンセンド（ポルシェワークスチーム・監督）
- フレッド・アルティナー - ヨハン・リッター（ポルシェ21番車・ドライバー）
- ルイーズ・エドリンド - アンナ・リッター（ヨハン・リッターの妻）
- リュック・メランダ - クロード・オーラック（フェラーリ7番車・ドライバー）
- クリストファー・ワイト - ラリー・ウィルソン（ポルシェ22番車・ドライバー）
- アンゲロ・インファンティ - ルーゴ・アブラッテ（フェラーリ5番車・ドライバー）
- ジャン＝クロード・バーク - ポール＝ジャック・ディオン（ポルシェ22番車・ドライバー）
- ミシェル・スカレラ - ビート・スカリージ（フェラーリ6番車・ドライバー）

## キャスト
| 役名                 | 俳優                     | 日本語吹替                                                                      | 日本語吹替                                                                                     | 日本語吹替   | 日本語吹替 |
| 役名                 | 俳優                     | フジテレビ版                                                                    | 日本テレビ版                                                                                   | テレビ朝日版 |            |
| -------------------- | ------------------------ | ------------------------------------------------------------------------------- | ---------------------------------------------------------------------------------------------- | ------------ | ---------- |
| マイケル             | スティーブ・マックイーン | 宮部昭夫                                                                        | 津嘉山正種                                                                                     | 内海賢二     |            |
| リサ                 | エルガ・アンデルセン     | 渋沢詩子                                                                        | 有馬瑞香                                                                                       |              |            |
| ヨハン               | フレッド・アルティナー   | 古川登志夫                                                                      | 納谷六朗                                                                                       |              |            |
| アンナ               | ルイーズ・エドリンド     | 吉田理保子                                                                      | 幸田直子                                                                                       |              |            |
| エリッヒ             | ジークフリート・ラウヒ   | 仲木隆司                                                                        | 小林勝彦                                                                                       |              |            |
| クロード             | リュック・メランダ       | 納谷六朗                                                                        | 小滝進                                                                                         |              |            |
| タウンゼント         | ロナルド・リー＝ハント   | 大木民夫                                                                        | 宮川洋一                                                                                       |              |            |
| ラリー               | クリストファー・ワイト   | 二又一成                                                                        | 田中秀幸                                                                                       |              |            |
| 不明 その他          | N/A                      | 緑川稔 千田光男 高坂泉 国坂伸 村山明 熊倉寛之 嶋俊介 村松康雄 塚田正昭 秋山和子 | 徳丸完 峰恵研 村松康雄 平林尚三 楠正通 高村章子 藤城裕士 藤本譲 荘司美代子 佐々木優子 服部れい |              |            |
| 日本語版制作スタッフ |                          |                                                                                 |                                                                                                |              |            |
| 演出                 | 演出                     | 高桑慎一郎                                                                      | 蕨南勝之                                                                                       |              |            |
| 翻訳                 | 翻訳                     | 山田実                                                                          | 平田勝茂                                                                                       |              |            |
| 効果                 | 効果                     | 大野義信                                                                        | 大野義信                                                                                       |              |            |
| 調整                 | 調整                     | 山田太平                                                                        | 遠西勝三                                                                                       |              |            |
| 制作                 | 制作                     | 千代田プロダクション                                                            | 千代田プロダクション                                                                           |              |            |
| 解説                 | 解説                     | 高島忠夫                                                                        | 愛川欽也                                                                                       |              |            |
| 初回放送             | 初回放送                 | 1980年10月17日 『ゴールデン洋画劇場』                                           | 1984年5月30日 『水曜ロードショー』                                                             |              |            |

## エピソード

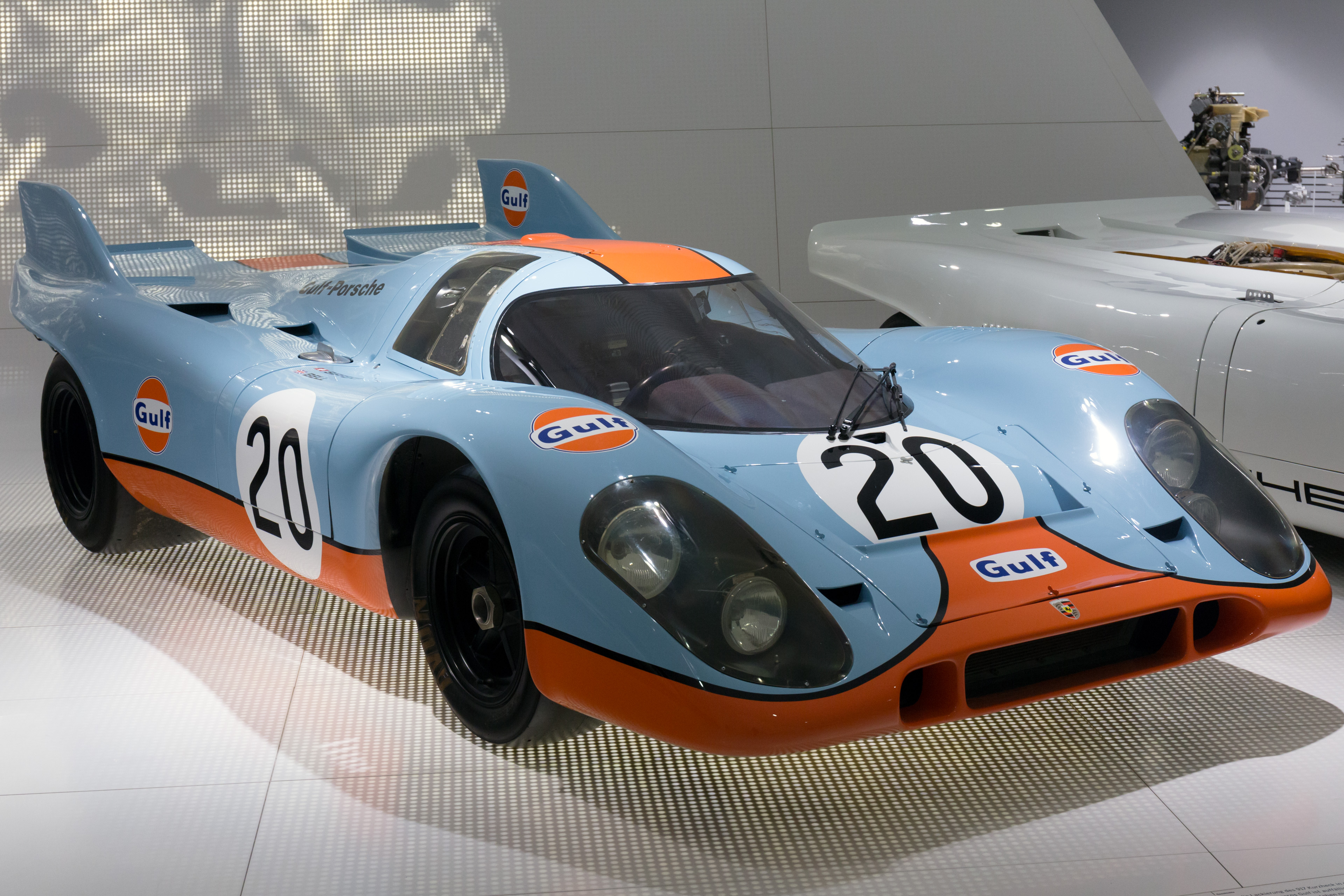
ポルシェ・917K（1971年型）

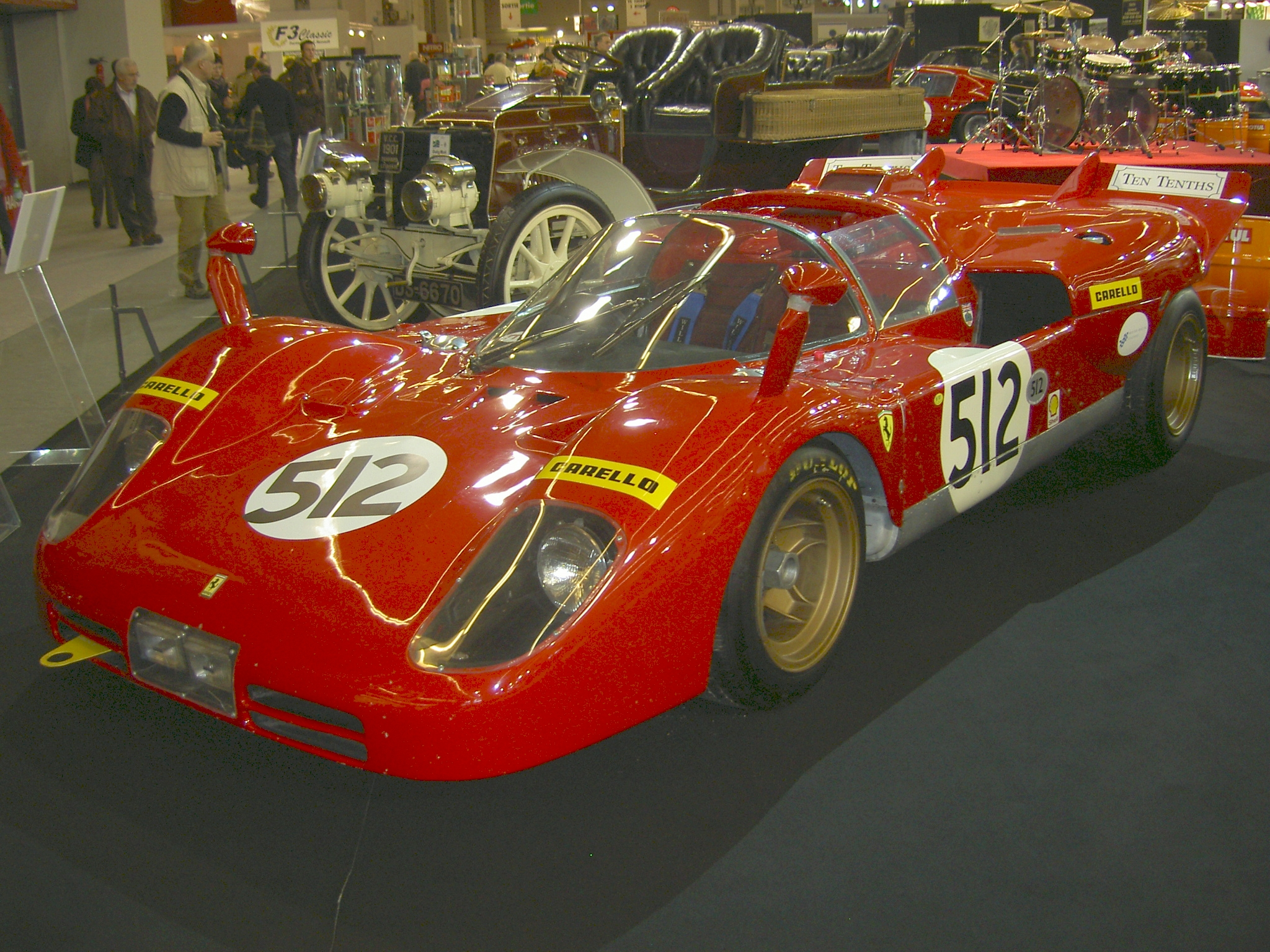
フェラーリ・512S

- マックイーンは元々F1を題材にした「Day of the Champion」という映画を準備していたが、ジョン・フランケンハイマー監督の『グラン・プリ』（1966年公開）と企画が重なるため製作を断念し、改めてル・マン24時間レースをテーマにした本作に取り組むことになった[3]。
- 製作開始当初、監督は『荒野の七人』『大脱走』の監督ジョン・スタージェスであったが[4][5]、観客の心に強く訴えるストーリーが必要というスタージェスと、極力人間ドラマを排除してカーレースそのものの魅力を描きたいマックイーンの間に確執がおこり、途中降板することになった。事実、アメリカでの興行についてはスタージェスの懸念通りになってしまった。スタージェスはこの映画について「途方もないジョーク、800万ドルをかけたマックイーンのホームムービー」と酷評している[6]。
- 本物の1970年のル・マン24時間レースの撮影の際は、撮影用カメラを3機積みこんだポルシェ・908 2･29号車が実際にレースにエントリーし、レースをこなしながら撮影用マシンとしても活躍した。周回数の不足で完走扱いとはならなかったものの、24時間を無事走りきって9位相当でフィニッシュした。この他、実際のレース以外の走行シーンのロケではルーフ部分をカットしたフォード・GT40をカメラカーとして使用した。この車両は後にルーフ部分が復元され、現在もイギリスのカーコレクターの手元に現存している。
- マックイーン所有のポルシェ・917Kをはじめとして撮影には20台以上ものマシンが使われたが、敵役のフェラーリ・512Sに関してはエンツォ・フェラーリの協力が得られず、個人でフェラーリを所有する人間に提供を頼みこむことになった。映画中盤で大クラッシュするフェラーリ車は、外見のボディのみをフェラーリに似せた別の車である。
- 1970年のル・マン24時間レースで優勝を果たしたリチャード・アトウッド、ジャッキー・イクス、ジャン・ピエール・ジャブイーユ、更に後にレーシングカーコンストラクターやレーシングカーデザイナーとして名を馳せるアンドレ・デ・コルタンツやギ・リジェ、ポルシェのスポーティングディレクターとなったユルゲン・バルト等、そうそうたる面々が並ぶ十数人の現役レーシングドライバーがカースタントドライバーとして参加しており、エンドテロップでは最初にクレジットされる。その中にはマックイーン自身も名を連ねているが、中でも撮影中に片足を切断する事故を起こしたデビッド・パイパーは、その犠牲について特に敬意を払われている[7]。その事故はマックイーンの乗る車のクラッシュシーンとして映画内で再現され、映画のハイライトとなった。ちなみに映画に再現されたシーンの撮影では人間は運転しておらず、リモコンで遠隔操作している[8]。
- この撮影で実際にコースを走行して自信をつけたマックイーンは、同年のル・マン24時間レースへの参戦を求めたが、プロダクション等からの強硬な反対に遭い、結局実戦で走行する機会には生涯恵まれなかった。マックイーン自身はその後翌年開催のセブリング12時間耐久レースにエントリーしているが、ル・マン24時間レースにエントリーする事が出来なかったことを終生悔やんでいたという。その後、長男のチャド・マックイーンが選手として出場し、父親の思いを果たしている。
- マックイーンはプロレーサーの役作りのため、ポルシェチームのエースである友人のジョー・シフェールにアドバイザーを依頼した。スイス人のシフェールはホイヤー・レオニダス（現タグ・ホイヤー）のブランドアンバサダーを務めており、マックイーンは彼の勧めで腕時計「モナコ」を気に入り、映画撮影でも着用した[9]。この角型クロノグラフはマックイーンの愛用モデルとして、今日まで続く人気商品となった。
- 作中の場内アナウンスでも触れられているが、1970年のル・マン24時間レースではピット前に並んだマシンにドライバーが駆け寄る伝統のル・マン式スタートが廃止され、マシンに乗り込んだ状態からスタートした。しかしこの方法もこの年限りで廃止され、翌1971年より一般的なローリングスタートに変更された。
- アメリカでは興行が振るわなかったものの、日本では大ヒットを記録し[10]、日本人のル・マン24時間レース参戦機運をかきたてることになった。そして1973年には実際に日本のチームが初めてレースに参戦した。
- 日本における配給元の東和は、映画の宣伝に際して複数の会社とタイアップの契約を交わし、松下電器産業（現パナソニック）のラジオ、ヤクルトの乳酸飲料の広告にこの映画の画像が使用された。しかし自分のあずかり知らぬ商品の宣伝に、自分の肖像が無断で使われたことを不服としたマックイーンは、1973年に広告会社の電通を含めた4社を訴え、総額100万ドルの損害賠償を求めた。1978年4月には自ら来日し証言も行ったが、肖像権が一般的でなかった当時の日本ではハリウッドスターの強欲と解釈する向きも多く、マックイーンが病死した直後の1980年11月、東京地裁は「日本の慣行上問題はない」とマックイーン敗訴の判決を下した。
- 福野礼一郎は自著の中で、最終的に優勝するドライバーと彼の乗るマシンのスポンサーに着目し、コマーシャリズム、偏ったヒロイズムが極めて強い作品であることを暗に指摘している[要出典]。

## 関連作品
スティーヴ・マックィーン　その男とル・マン（原題：Steve McQueen: The Man & Le Mans）
『栄光のル・マン』製作過程を描いたドキュメンタリー映画。2015年制作、日本公開は2016年5月。